# 15 Pułk Artylerii Przeciwlotniczej
15 Pułk Artylerii Przeciwlotniczej (15 paplot) – oddział artylerii przeciwlotniczej ludowego Wojska Polskiego.

## Formowanie i zmiany organizacyjne
Pułk sformowany został we wsi Pryszybie (okolice Sum) na podstawie rozkazu dowódcy 1 Armii Polskiej w ZSRR nr 05 z 7 maja 1944, w składzie 1 Dywizji Artylerii Przeciwlotniczej (1 Armia Wojska Polskiego). Jednostka zorganizowana została według sowieckiego etatu nr 08/236 pułku artylerii przeciwlotniczej małego kalibru.
We wrześniu 1945 1 Dywizja Artylerii Przeciwlotniczej została przeformowana w 84 pułk artylerii przeciwlotniczej. Na podstawie rozkazu 0236/org ND WP z 8 września 1945 15 pułk artylerii przeciwlotniczej rozformowano.
30 września 1967 dziedzictwo tradycji 15 pułku artylerii przeciwlotniczej i jego historyczną nazwę przyjął 133 pułk artylerii przeciwlotniczej w garnizonie Gołdap.

## Walki pułku
Od 9 do 12 sierpnia 1944 odpierał zmasowane naloty lotnictwa nieprzyjaciela na przeprawę wojsk pod Skurczą. 8 października 1944 w Radości pod Warszawą żołnierze pułku złożyli przysięgę. 4 marca 1945 w czasie oczyszczania z nieprzyjaciela Złocieńca pułk poniósł duże straty, a 6 marca żołnierze pułku wzięli do niewoli dowódcę Dywizji „Bärwalde” gen. Raithe wraz z całym sztabem. W walkach o Kołobrzeg pułk wydzielił ze swego składu grupy szturmowe, które walczyły jak piechota zdobywając poszczególne budynki. W operacji berlińskiej osłaniał forsowanie Odry, a następnie działania pościgowe armii.

## Dowódcy pułku
- mjr/ppłk Anatol Przybylski (do 18 III 1945)
- mjr Iwan Minoczkin (do 18 IV 1945)

## Skład etatowy
dowództwo i sztab

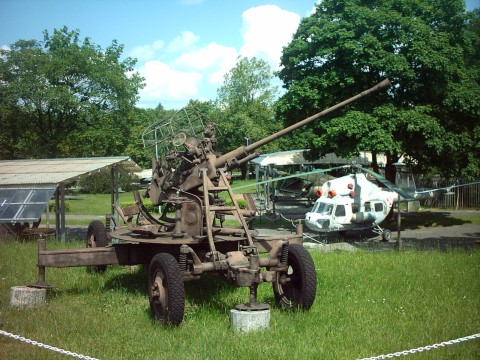
37 mm armata przeciwlotnicza wz. 1939

- 4 x bateria artylerii przeciwlotniczej
- kompania wielkokalibrowych karabinów maszynowych
- pluton sztabowy
- pluton amunicyjny
- kwatermistrzostwo

Stan etatowy wynosił 520 żołnierzy. Na uzbrojeniu znajdowały się:
- 37 mm armaty przeciwlotnicze – 24
- 12,7 mm przeciwlotnicze karabiny maszynowe – 16
- samochody – 69

## Marsze i działania bojowe
|  |  |  |